# Esther Uleer
Esther Uleer (* 1977 in Hildesheim) ist eine deutsche Verwaltungsjuristin und politische Beamtin. Sie ist seit 2025 stellvertretende Chefin des Presse- und Informationsamtes der Bundesregierung. Davor war sie von 2023 bis 2025 Staatssekretärin für Zentrales und Verbraucherschutz in der Berliner Senatsverwaltung für Justiz und Verbraucherschutz.

## Leben
Nach dem Abitur 1997 in Hildesheim, studierte Uleer Jura an der Universität Münster und der Universität Padua in Italien. 2006 schloss sie das Studium mit der  Zweiten Juristische Staatsprüfung ab und wurde im Anschluss wissenschaftliche Mitarbeiterin im Deutschen Bundestag. Von 2008 bis 2011 leitete Uleer dort das Sekretariat des Europaausschusses und war anschließend bis 2014 stellvertretende Pressesprecherin der CDU/CSU-Fraktion im Deutschen Bundestag. Ab 2014 war sie im Bundespräsidialamt tätig. Hier war sie zunächst stellvertretende Pressesprecherin von Joachim Gauck und anschließend von Frank-Walter Steinmeier, bevor sie ab Frühjahr 2022 die Leitung des Grundsatzreferats Innenpolitik übernahm und zugleich stellvertretende Leiterin der Abteilung Innenpolitik war, zuletzt als Ministerialrätin.
Von April 2023 bis Juni 2025 war Uleer Amtschefin sowie Staatssekretärin für Zentrales und Verbraucherschutz in der Berliner Senatsverwaltung für Justiz und Verbraucherschutz. Anfang Juni 2025 wurde sie unter dem Kabinett Merz zur stellvertretenden Chefin des Presse- und Informationsamtes der Bundesregierung ernannt.